# Кели Риџ (Калифорнија)
Кели Риџ (енгл. Kelly Ridge) насељено је место без административног статуса у америчкој савезној држави Калифорнија.

## Демографија
По попису из 2010. године број становника је 2.544.
| Група             | 2000.    | 2010.         |
| Белци             | 0 (0,0%) | 2.168 (85,2%) |
| Афроамериканци    | 0 (0,0%) | 20 (0,8%)     |
| Азијати           | 0 (0,0%) | 35 (1,4%)     |
| Хиспаноамериканци | 0 (0,0%) | 204 (8,0%)    |
| Укупно            | 0        | 2.544         |